# The Phantom Agony
The Phantom Agony is het debuutalbum van de Nederlandse symfonische metalband Epica, uitgebracht in juni 2003.

## Tracklist
Alle teksten zijn geschreven door Mark Jansen, behalve waar genoteerd. 
| 1.                 | Adyta (The Neverending Embrace)                                                                 | Simone Simons | Jansen                                         | 1:26 |
| 2.                 | Sensorium                                                                                       |               | - Jansen - Ad Sluijter - Coen Janssen - Simons | 4:48 |
| 3.                 | Cry for the Moon (The Embrace That Smothers, Part IV)                                           |               | - Jansen - Sluijter - Simons                   | 6:44 |
| 4.                 | Feint                                                                                           |               | - Jansen - Sluijter - Janssen - Simons         | 4:19 |
| 5.                 | Illusive Consensus                                                                              | Simons        | - Jansen - Sluijter - Janssen - Simons         | 5:00 |
| 6.                 | Façade of Reality (The Embrace That Smothers, Part V)                                           |               | - Jansen - Sluijter - Simons                   | 8:12 |
| 7.                 | Run for a Fall                                                                                  |               | - Jansen - Sluijter - Janssen - Simons         | 6:32 |
| 8.                 | Seif al Din (The Embrace That Smothers, Part VI)                                                |               | - Jansen - Sluijter                            | 5:47 |
| 9.                 | The Phantom Agony - I. "Impasse of Thoughts" - II. "Between Hope and Despair" - III. "Nevermore |               | - Jansen - Sluijter - Yves Huts                | 9:01 |
| Totale duur: 53:56 |                                                                                                 |               |                                                |      |

| Nr. | Titel                            | Duur |
| --- | -------------------------------- | ---- |
| 10. | Triumph of Defeat (instrumental) | 3:56 |

| Nr. | Titel     | Duur |
| --- | --------- | ---- |
| 10. | Veniality | 4:36 |

| Nr. | Titel                              | Duur |
| --- | ---------------------------------- | ---- |
| 10. | The Phantom Agony (Single version) | 4:34 |

| Nr. | Titel                              | Duur |
| --- | ---------------------------------- | ---- |
| 10. | Veniality                          | 4:37 |
| 11. | The Phantom Agony (single version) | 4:33 |
| 12. | Triumph of Defeat (instrumental)   | 3:54 |

| Nr. | Titel                                   | Duur |
| --- | --------------------------------------- | ---- |
| 1.  | Adyta (orchestral version)              | 1:28 |
| 2.  | Sensorium (orchestral version)          | 4:53 |
| 3.  | Cry for the Moon (orchestral version)   | 6:40 |
| 4.  | Feint (orchestral version)              | 4:18 |
| 5.  | Illusive Consensus (orchestral version) | 5:02 |
| 6.  | Basic Instinct (orchestral track)       | 4:07 |
| 7.  | Run for a Fall (orchestral version)     | 6:26 |
| 8.  | The Phantom Agony (orchestral version)  | 9:00 |
| 9.  | Veniality (orchestral version)          | 4:35 |
| 10. | Feint (piano version)                   | 4:53 |
| 11. | Cry for the Moon (single version)       | 3:30 |
| 12. | Run for a Fall (single version)         | 4:29 |

## The Embrace That Smothers
Op dit album vervolgt Mark Jansen de verzameling nummers die "The Embrace That Smothers" vormen. De eerste drie delen hiervan zijn te vinden op het After Forever-debuutalbum Prison of Desire (2000), de volgende drie delen staan op The Divine Conspiracy (2007), Epica's derde album. Deze nummers gaan over de gevaren van georganiseerde religies.

## Bezetting
- Simone Simons - Zang (mezzosopraan)
- Mark Jansen - Gitaar, grunts & screams
- Ad Sluijter - Gitaar
- Coen Janssen - Keyboard & Synthesizer
- Yves Huts - Basgitaar
- Jeroen Simons - Drums